# Lorenz Gallmetzer

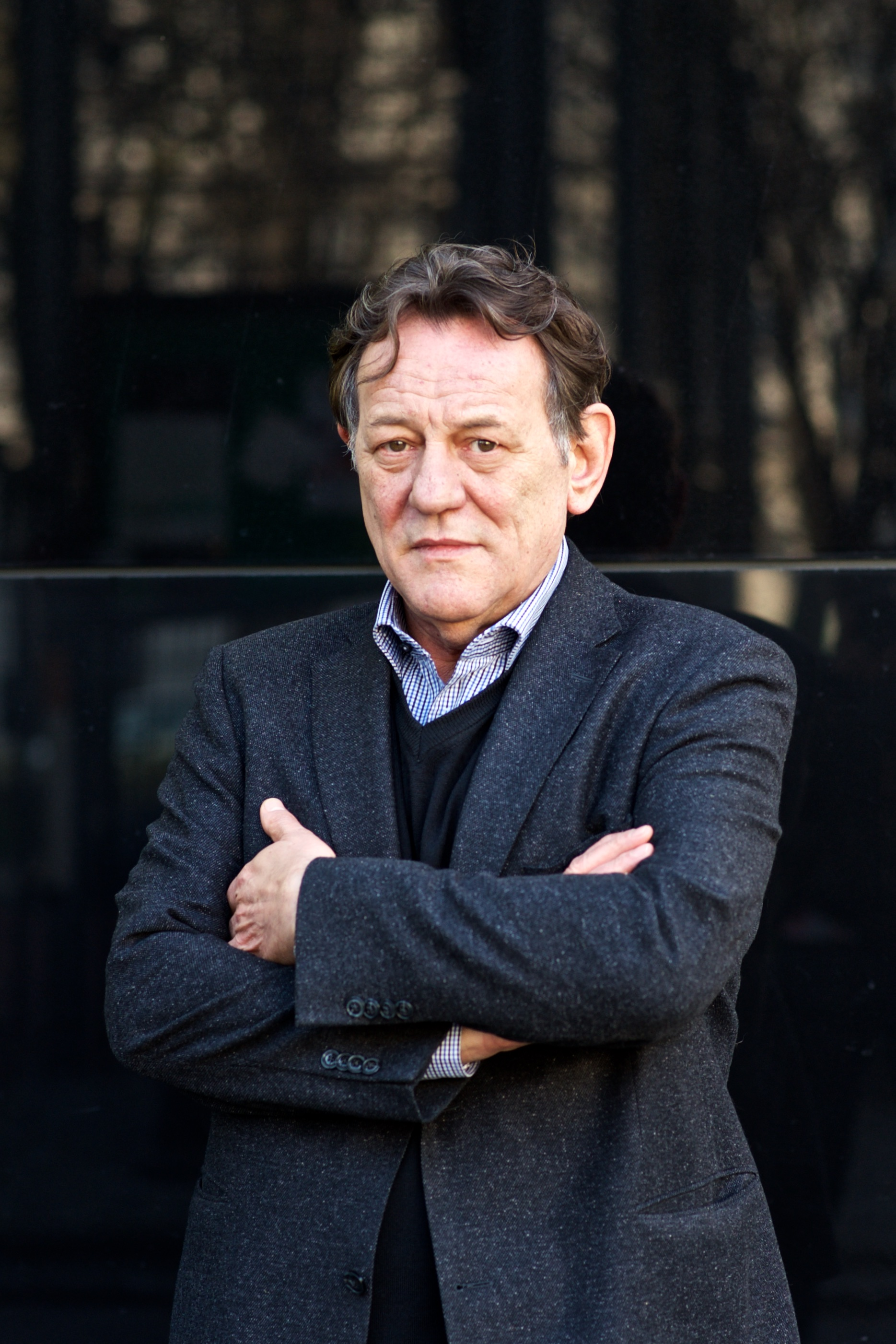
Lorenz Gallmetzer (2016), fotografiert von Ela Angerer

Lorenz Gallmetzer (* 11. Jänner 1952 in Bozen) ist ein Südtiroler Journalist und Buchautor. Von 1981 bis 2011 arbeitete er für den Österreichischen Rundfunk (ORF) u. a. als Auslandskorrespondent in Paris und Washington. Gallmetzer lebt als freier Publizist in Wien.

## Leben

### Jugend und Studienjahre
Gallmetzer wuchs in Bozen als zweiter Sohn einer Handwerkerfamilie auf. Seine beiden Großmütter stammten aus der italienisch geprägten Nachbarprovinz Trentino, dem einstmaligen Welschtirol. Familienherkunft, Schulbildung und das Alltagsleben im damals zu achtzig Prozent von ausschließlich Italienisch sprechenden Bürgern bewohnten Bozen förderten früh seine Zweisprachigkeit. Noch vor Ablegung der Reifeprüfung an der Handelsoberschule Bozen zog Gallmetzer 1970 nach Wien, wo er als Externist die Matura absolvierte und anschließend das Studium der Romanistik aufnahm. Ab 1975 arbeitete er in Südtirol als Lehrer für Deutsch, Geschichte und Staatsbürgerkunde an der Pflichtschule sowie an der Handelsakademie. Parallel dazu setzte er als „Arbeiterstudent“ sein Studium der Literatur und Geschichte an der Universität Mailand zeitweilig fort.

### Journalistische Laufbahn
Ende der 1970er-Jahre war Gallmetzer in Bozen im Kreis der alternativen Bewegung um Alexander Langer an der Gründung der Zeitschriften Südtiroler Volkszeitung und Tandem beteiligt. 1979 begann er mit der journalistischen Arbeit beim RAI Sender Bozen. 1981 trat er in Wien in die TV-Auslandsredaktion des ORF ein. 1985 ging er für ein Jahr als zweiter Korrespondent nach Washington, von 1987 bis 1995 leitete er das Korrespondentenbüro des ORF in Paris. Nach einem Intermezzo als Leiter und Moderator der TV-Kultursendung 10 ½ und als Reporter des Magazins Am Schauplatz folgten weitere drei Jahre als Korrespondent in Paris. Von 2001 bis 2007 arbeitete Gallmetzer als Reporter für das Wochenmagazin Weltjournal, dann leitete er bis 2009 die Redaktion der Diskussionssendung Club 2. Im Laufe seiner jahrelangen Tätigkeit gestaltete Gallmetzer für den ORF zahlreiche Dokumentarfilme, darunter einen mit dem Gerhard-Freund-Ehrenring prämierten Dreiteiler über Frankreich (La Grande Nation und Leben wie Gott in Frankreich). Seit 2011 ist Gallmetzer als freier Publizist tätig.

## Veröffentlichungen
- Vanilla – Ein Lokal und seine Zeit, Picus Verlag, Wien 1994 (gemeinsam mit Christiane Dertnig). Ausgezeichnet mit dem Österreichischen Staatspreis als „Eines der 12 schönsten Bücher Österreichs 1994“.
- Bob Curtis. Hohepriester des Afro Contemporary Dance, Folio Verlag, Wien/Bozen 2005 (gemeinsam mit Christiane Dertnig).
- Ein trauriger 1. Mai, in: Die Fantasie und die Macht – 1968 und danach, hrsg. von Raimund Löw, Czernin Verlag, Wien 2007.
- 175 Jahre Eisenbahn für Österreich, Brandstätter, Wien 2012 (gemeinsam mit Christoph Posch).
- Kampf der Kulturen? Kampf zwischen den Zivilisationen? in: Jenseits von Kain und Abel – In Memoriam Alexander Langer 1995–2015, Edizioni alphabeta Verlag/Drava Verlag, Bozen/Klagenfurt 2015.
- Süchtig  –  von Alkohol bis Glücksspiel – Abhängige erzählen, Kremayr & Scheriau, Wien 2016.
- Von Mussolini bis Salvini. Italien als Vorreiter des modernen Nationalpopulismus, Kremayr & Scheriau, Wien 2019.

## Auszeichnungen
- 1992: Gerhard-Freund-Ehrenring für die TV-Dokumentation La Grande Nation und Leben wie Gott in Frankreich